# David Boston
David Byron Boston (Humble, 19 agosto 1978) è un ex giocatore di football americano statunitense che ha militato nel ruolo di wide receiver nella National Football League.

## Biografia

### Arizona Cardinals
Dopo avere giocato a football al college a Ohio State, Boston fu scelto come settimo assoluto nel Draft NFL 1999 dagli Arizona Cardinals. Nella sua seconda stagione superò per la prima volta le mille yard ricevute (1.156) mentre la successiva fu la migliore della sua carriera professionistica, segnando 8 touchdown e guidando la NFL con 1.598 yard, un primato di franchigia al 2016 ancora attivo, che gli valsero la convocazione per il Pro Bowl e l'inserimento nel First-team All-Pro.

### San Diego Chargers
Boston firmò un contratto di sette anni del valore di 47 milioni di dollari (12 milioni dei quali garantiti) con i San Diego Chargers nel 2003. Quell'anno ricevette 70 passaggi per 880 yard e 7 touchdowns, anche se l'allenatore Marty Schottenheimer lo sospese per una partita dopo che ebbe insultato pesantemente Dave Redding, uno degli assistenti allenatori. Malgrado le sue solide prestazioni in campo, il general manager dei Chargers A.J. Smith lo scambiò con i Miami Dolphins per una scelta del sesto giro del draft, citando come motivazione il suo comportamento lunatico e una certa apatia negli allenamenti.

### Miami Dolphins
Prima della stagione 2004, Boston fu testato positivo agli steroidi, venendo squalificato per quattro partite, La sospensione divenne pleonastica dopo che si ruppe i legamenti del ginocchio, perdendo l'intera annata. I Dolphins lo svincolarono a fine anno, prima di rifirmarlo al minimo salariale. Giocò cinque gare nel 2005, prima di rompersi ancora una volta i legamenti.

### Tampa Bay Buccaneers
Nel 2006, Boston firmò coi Tampa Bay Buccaneers. Fu svincolato il 12 settembre 2007 dopo essere stato arrestato per guida in stato di ebbrezza. Giocò per un'ultima stagione con i Toronto Argonauts della Canadian Football League nel 2008, venendo tuttavia condizionato dagli infortuni.

## Palmarès
- Convocazioni al Pro Bowl: 1

2001
- First-team All-Pro: 1

2001
- Leader della NFL in yard ricevute: 1

2001

## Statistiche
| Ricezioni     | 35    |
| Yard ricevute | 4.699 |
| Touchdown     | 25    |